# EdX
edX è un'iniziativa di istruzione online senza scopo di lucro fondata dal Massachusetts Institute of Technology (MIT) e dall'Università di Harvard. Offre corsi online, master e MOOC erogati da MITx, HarvardX, BerkeleyX, UTx e molte altre Università.

## Corsi
Tra gli argomenti vi sono biologia, business, chimica, informatica, economia, finanza, elettronica, ingegneria, cibo e nutrizione, storia, scienze umane, diritto, letteratura, matematica, medicina, musica, filosofia, fisica, scienza, statistiche.
Essi si svolgono grazie all'utilizzo di video-lezioni, quiz, test di valutazione, feedback immediati con l'istituzione, valutazione degli studenti, laboratori online e, al termine delle lezioni a distanza, gli studenti vengono sottoposti ad un esame di verifica, che, se superato, porta al conseguimento di un Certificato di Padronanza.

## Obiettivi
Il traguardo finale di Harvard e del MIT, a cui si sono poi aggiunte l'Università di Berkeley e l'Università del Texas, è quello di costruire, in un futuro non lontano, un ambiente che unisca diverse Università da cui erogare e-learning, anche ai meno facoltosi, in modo democratico e gratuito, "che migliori, ma non sostituisca l'esperienza del campus" secondo le dichiarazioni di Susan Hockfield, presidente del MIT; secondo obiettivo, ma non meno importante, è quello di intraprendere ed orientare la ricerca sui nuovi metodi di insegnamento e sulla formazione a distanza, studi già in corso indirizzati ai comportamenti degli studenti online e rilevati tramite statistiche demografiche e numero di click degli utenti.